# Heilwig Pfanzelter
Heilwig Pfanzelter (* 7. Dezember 1953 in Bludenz, Vorarlberg) ist Expertin für Stimme, souveränes Auftreten und Rhetorik. Davor war sie Fernsehmoderatorin beim ORF und Sprecherin bei Ö1. 

## Werdegang
Nach dem Abschluss von Volksschule und Gymnasium besuchte sie die Pädagogische Akademie. Anschließend war sie Lehrerin an der Volksschule Bludenz. Mit der Arbeit als Lehrerin finanzierte sich Heilwig Pfanzelter die Gesangs- und Schauspielausbildung. Sie war zwei Jahre Schauspielerin am Landestheater in Vorarlberg und hatte anschließend drei Jahre ein Engagement am Stadttheater St. Gallen. Danach kam sie zum ORF, wo sie mit den verschiedensten Aufgaben betraut wurde.
Ihre ersten Hörfunk- und Fernseherfahrungen sammelte Heilwig Pfanzelter im ORF-Landesstudio Vorarlberg. Von 1977 bis 1985 wirkte sie in zahlreichen Hörspielen mit. Des Weiteren hatte sie einige Hauptrollen in dramatisierten Heimatromanen.
1985 wechselte sie zum Fernsehen und moderierte die Sendung Österreich-Bild aus dem Landesstudio Vorarlberg. Anfang 1986 begann dann ihre Fernsehtätigkeit in Wien als Programmsprecherin. Nebenbei leistete sie auch redaktionelle Mitarbeit in der Textredaktion. Sie moderierte die ORF 2 Sonntagsmatinee, die Ziehung der Lottozahlen und die Sendung Land und Leute.
Seit Herbst 2002 war sie Sprecherin für die Fernsehsendungen Religionen der Welt, Kreuz und Quer, Alpha Österreich und Kleines Zahlenlotto. Im Hörfunk arbeitet sie für die Ö1-Sendungen Radiokolleg, Logos, Tao, Imago, Dimensionen, Ambiente, Literaturminiatur und Nachtgedichte. Außerdem spricht sie weiterhin gelegentlich Hörspiele.
Pfanzelter ist Gastmoderatorin in der Sendung Sommerspiele des Landesstudios Vorarlberg.
2004 übernahm sie weitere Aufgaben bei Ö1. So war sie Präsentatorin der Ö1-Reihe 80 Jahre in 80 Tagen, die Geschichte des Österreichischen Rundfunks, sowie Sprecherin der Fernsehserie Reisezeit und der Licht ins Dunkel-Spots der jährlichen ORF-Aktion.
Heilwig Pfanzelter widmet sich nun mehr den Gesangsauftritten und Chansonabenden.
Heilwig Pfanzelter arbeitet seit 2009 als selbständige Moderatorin, Sprecherin und Trainerin für Stimme, souveränes Auftreten und Rhetorik. Zudem ist sie zertifiziert und lehrt  Achtsamkeit.
Von März bis April 2025 nahm sie an der 16. Staffel der ORF-Show Dancing Stars teil, schied allerdings bereits in der dritten Sendung aus.